# Fűz Veronika

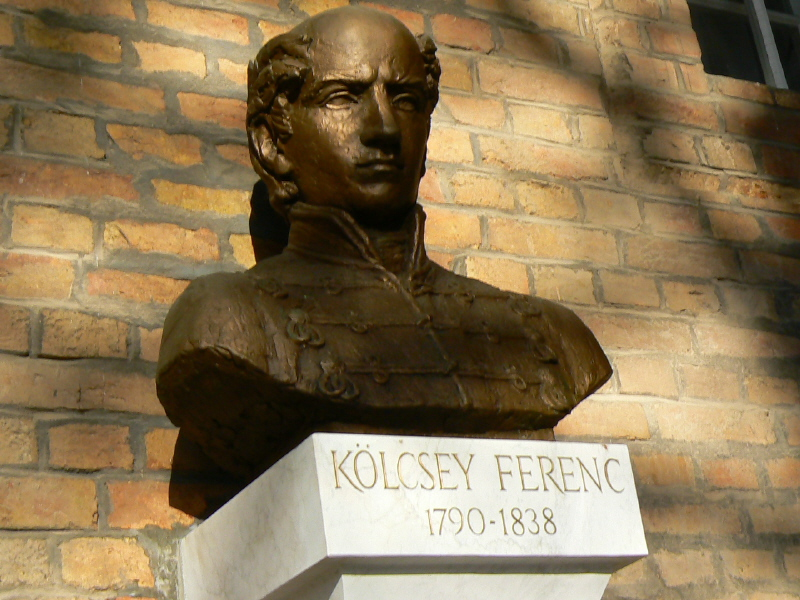
Kölcsey Ferenc

Fűz Veronika (Szeged, 1951. december 11. –)   magyar szobrász – éremművész.
A szegedi Juhász Gyula Tanárképző Főiskola Rajz és Művészettörténet Tanszékének tanára, Szegeden él. Összefogott jellegű figuratív plasztikákat készít. Realista éremművészetében jelentős energiát fordít az impresszionista szellemiség megjelenítésére. 
Férje Fritz Mihály szobrász-éremművész.

## Tanulmányai
- 1966-70 Tömörkény István Gimnázium és Művészeti Szakközépiskola kerámia szak, Szeged
- 1972-75 Juhász Gyula Tanárképző Főiskola matematika-rajz szakán diplomázott Szegeden.

## Kiállításai

### Csoportos kiállítások (válogatás)
- 1977, 1979, 1993 Vásárhelyi Őszi Tárlat, Tornyai János Múzeum, Hódmezővásárhely
- 1986 Szeged képzőművészete, Móra Ferenc Múzeum Képtára, Szeged
- 1988, 2003 Nemzetközi Dante Kisplasztikai Biennále, Ravenna (I)
- 1991–2005 Országos Érembiennále, Sopron
- 1993 Nemzetközi Éremquadriennále, Körmöcbánya (SK)
- 1994, 96, 2002 FIDEM Nemzetközi Éremművészeti Kiállítás
- 1995 Bronz háromszög, Nyíregyháza (H), Körmöcbánya (SK)
- 1996 Szegedi szobrászok, Móra Ferenc Múzeum Képtára, Szeged
- 1997 Magyar Szalon '97, Műcsarnok, Budapest,
- 1997 Határesetek. Az érem harmadik oldala, Budapest Galéria, Budapest
- 2001 Dante in Ungheria, Ravenna (I)
- 2002 25 éves a Nyíregyháza-Sóstó Nemzetközi Éremművészeti és Kisplasztikai Alkotótelep, Árkád Galéria, Budapest
- 2002 Mesterveretek Szabó Géza ötvösmester műhelyéből, Vár, Szeged
- 2002 Masaccio 600 Nemzetközi Éremkiállítás, Ein Vered, (IL)
- 2003 Érem és irodalom. Az MKISZ Érem Szakosztály kiállítása. Petőfi Irodalmi Múzeum, Budapest

### Egyéni kiállításai (válogatás)
- 1978 Tornyai János Múzeum, Hódmezővásárhely
- 1984 Móra Ferenc Múzeum, Szeged.
- 1992 Bartók Béla Művelődési Központ, Szeged
- 2000 Kortárs Galéria, Szeged

## Művésztelepek
- 1992 Nemzetközi Éremművészeti és Kisplasztikai Alkotótelep, Nyíregyháza
- 1992 7. International Symposion of Medal Art, Körmöcbánya (Szlovákia)
- 1997 Kézdivásárhely (Románia)

## Művei (válogatás)
- 1980 Juhász János síremlék, bronz dombormű, Szeged[1]
- 1987 Petri Gábor portré, bronz-márvány dombormű, Szeged[2]
- 1991 Teodorovits Ferenc, bronz dombormű, Ásotthalom
- 2000 Millenniumi emlékmű, Gádoros
- 2001 Kölcsey-mellszobor, Szeged[3]
- 2002 82. Prof. dr. Vándor Ferenc emlékére, (ezüstözött bronz, vert, 42,5 mm)[4]
- 2004 74. Eger E. (ezüst, vert, 42,5 mm)[5]

## Társasági tagságai
- Magyar Alkotóművészek Országos Egyesülete[6]
- Magyar Képzőművészek és Iparművészek Szövetsége Érem Szakosztály
- F.I.D.E.M.[7] (Fédération Internationale de la Médaille d'Art)

## Művei közgyűjteményekben (válogatás)
- Érem Múzeum, Körmöcbánya
- Jósa András Múzeum, Nyíregyháza
- Magyar Nemzeti Galéria, Budapest